# Naegok-dong, Seoul
Naegok-dong (koreanska: 내곡동)  är en stadsdel i stadsdistriktet Seocho-gu i södra delen av Sydkoreas huvudstad Seoul.